# پودر صورت

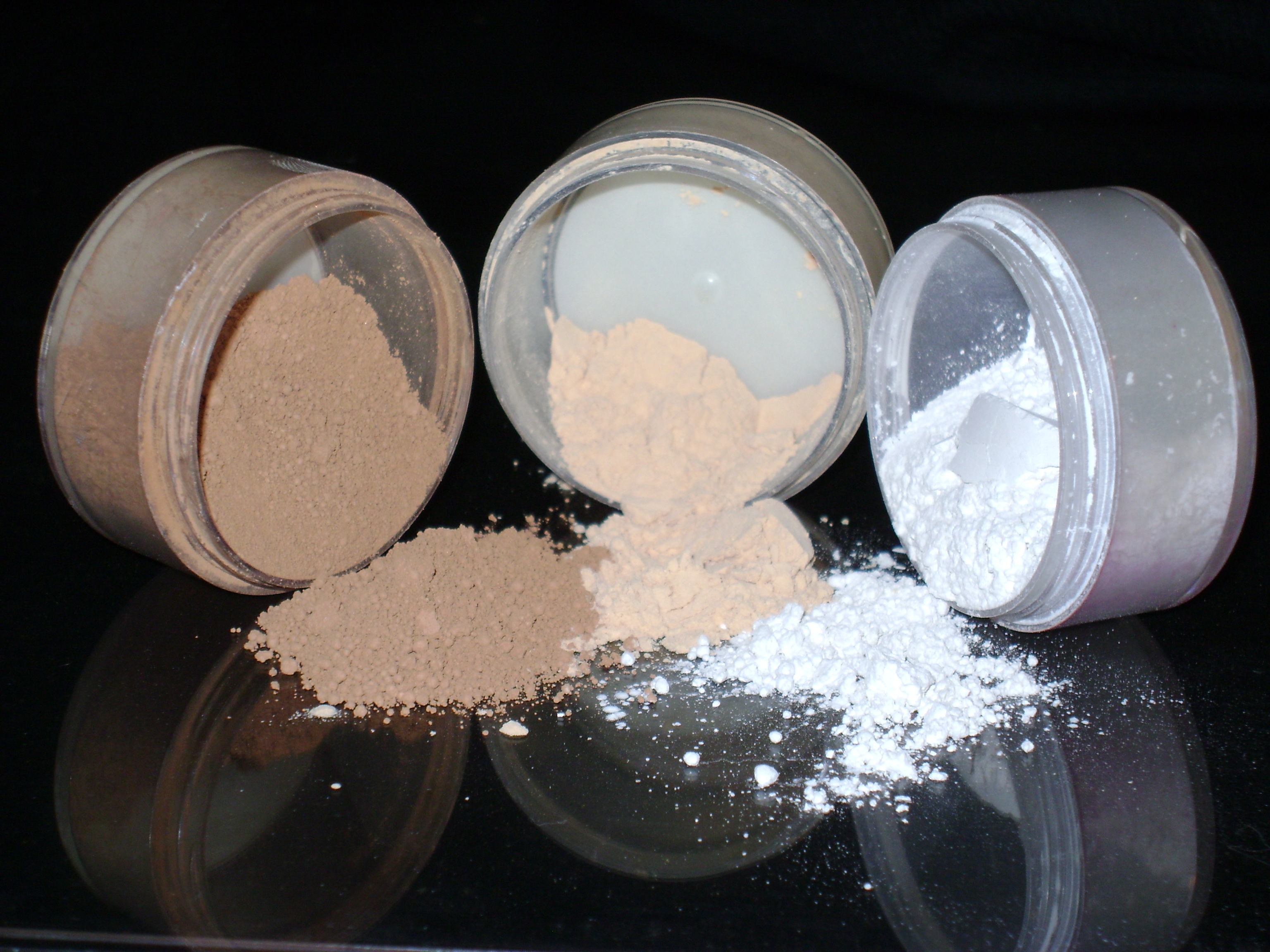
پودر صورت فشرده در سه رنگ مختلف

پودر صورت یک محصول آرایشی است که برای اهداف مختلف روی صورت اعمال می‌شود و معمولاً برای زیباتر کردن چهره به کار می‌رود. این محصول که ریشه در مصر باستان دارد، در فرهنگ‌های گوناگون کاربردهای اجتماعی متفاوتی داشته و در دوران مدرن عمدتاً برای تثبیت آرایش، روشن کردن پوست و فرم‌دهی به چهره استفاده می‌شود. پودرهای صورت به طور کلی به دو نوع اصلی تقسیم می‌شوند. یکی از آن‌ها پودر آزاد است که به کنترل چربی پوست کمک کرده، رطوبت اضافی را جذب می‌کند و در نتیجه باعث مات شدن چهره و کاهش درخشندگی آن می‌شود. نوع دیگر، پودر فشرده است که به پوشاندن نواقص پوست و افزایش پوشش‌دهی کمک می‌کند.

## تاریخچه
استفاده از پودر صورت در طول تاریخ به استانداردهای زیبایی شکل داده است. در اروپای باستان و آسیا، داشتن چهره‌ای سفید و صاف نشان‌دهندهٔ جایگاه اجتماعی بالای زنان بود. این روند در طول جنگ‌های صلیبی و قرون وسطی ادامه یافت. در این دوران، زنان از مواد مضر همچون آب ژاول، سرب و قلیاب به عنوان پودر صورت استفاده می‌کردند.
پودرهای صورت مدرن در حال حاضر در انواع مختلفی برای ارائه عملکردهای متعدد موجود هستند. 